# Новая Мезеновка
Но́вая Ме́зеновка (бел. Новая Мезенаўка) — деревня в составе Негорельского сельсовета Дзержинского района Минской области Беларуси. Деревня расположена в 25 километрах от Дзержинска, 59 километрах от Минска, рядом расположена железнодорожная платформа Мезиновка.

## Название
Названия Мезовичи (бел. Мязовічы) и Мезеновка (бел. Мезенаўка, бел. Мязенаўка) являются производными от фамилий Мезович, Мезенов.

## История
Известна со второй половины XIX века, как фольварк в Койдановской волости Минского уезда Минской губернии.  В 1897 году, по данным всероссийской переписи в лесной сторожке 2 двора, 10 жителей. В 1917 году — 9 дворов, 76 жителей. 
С 9 марта 1918 года в составе провозглашённой Белорусской Народной Республики, однако фактически находилась под контролем германской военной администрации. С 1 января 1919 года в составе Советской Социалистической Республики Белоруссия, а с 27 февраля того же года в составе Литовско-Белорусской ССР, летом 1919 года деревня была занята польскими войсками, после подписания рижского мира — в составе Белорусской ССР. В 1920 году во время польской оккупации партизаны у деревни демонтировали железнодорожное полотно. За попытку партизан пустить под откос вражеский бронепоезд на жителей деревни была наложена контрибуция в сумме 700 рублей. С 20 августа 1924 года в составе Негорельского сельсовета (в 1932—1936 годах — национальном польском сельсовете) Койдановского, затем Дзержинского района Минского округа. С 31 июля 1937 года по 4 февраля 1939 года в составе Минского района, с 20 февраля 1938 года в составе Минской области. В 1926 году в деревне 18 дворов, 99 жителей. В годы коллективизации был организован колхоз, обслуживаемый Негорельской МТС.
В Великую Отечественную войну с 28 июня 1941 года по 7 июля 1944 года находилась под немецко-фашистской оккупацией. В послевоенные годы входила в колхоз «Россия» (центр — д. Логовище). По состоянию на 2009 год в составе филиала «Логовищанский».

## Население
| 10   | ↗ 35 | ↗ 76 | ↗ 99 | ↘ 15 | ↗ 16 | ↘ 9 |
| 2010 | 2017 | 2018 | 2020 | 2022 |      |     |
| ↘ 6  | ↘ 4  | ↗ 5  | ↗ 10 | ↗ 8  |      |     |